# انباشت در خلاء

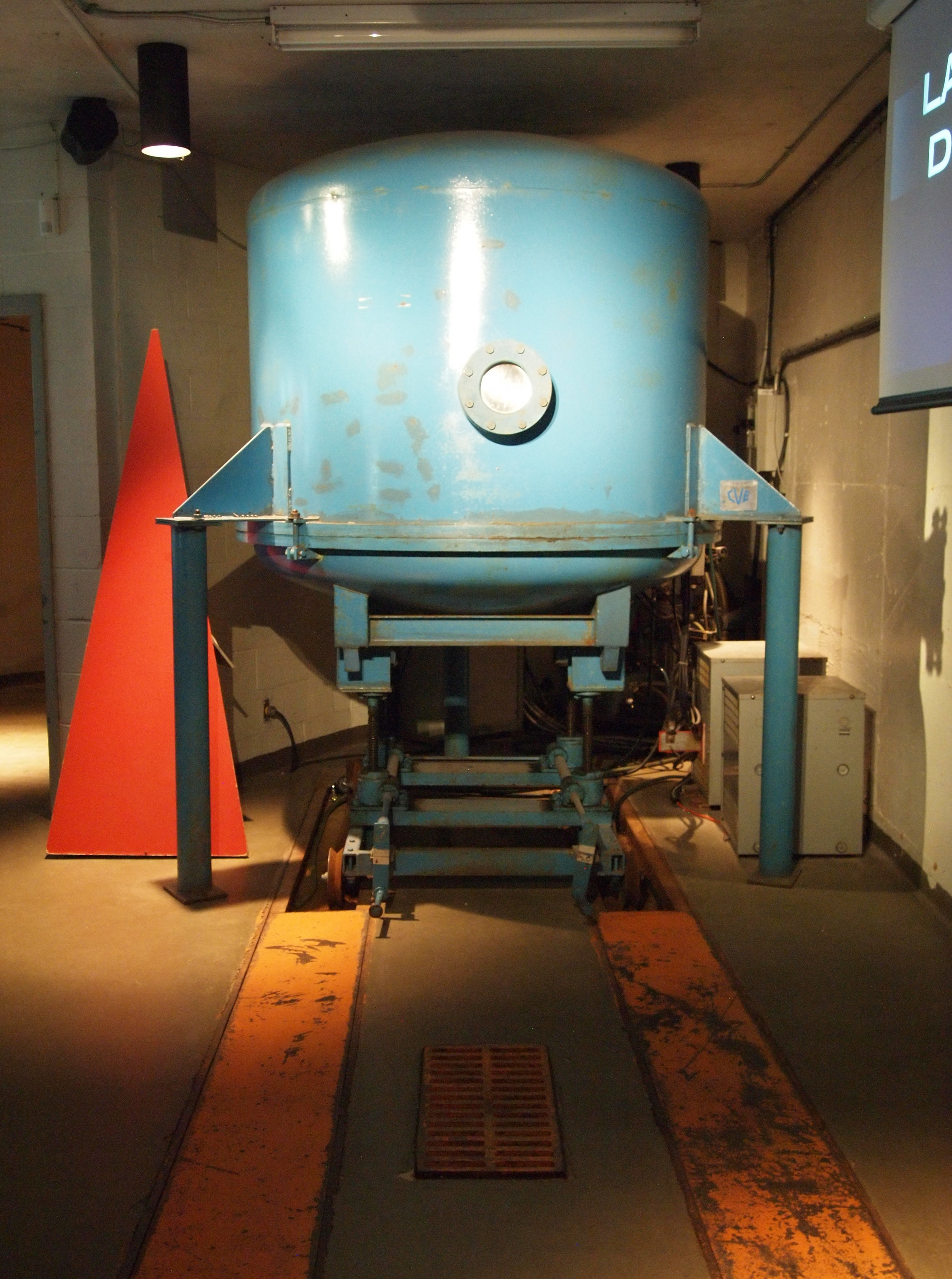
مخزن آلومینیم دهی واقع در رصدخانه Mont Megantic که برای تعمیر و پوشش دهی مجدد آینه‌های تلسکوپ از آن استفاده می‌گردد.

انباشت در خلاء (به انگلیسی: Vacuum deposition) دسته ای از فرایندهاست که برای انباشت لایه‌هایی از مواد به صورت اتم-به-اتم یا مولکول-به-مولکول بر روی سطوح جامد از آنها استفاده می‌شود. این فرایندها در فشارهایی خیلی پایین‌تر از فشار اتمسفر یا به عبارتی در خلاء انجام می‌شوند. ضخامت این لایه می‌تواند از یک اتم تا چند میلیمتر بوده و ساختاری ساده ایجاد می‌گردد. در این فرایندها می‌توان لایه‌های مختلفی از مواد مختلف را بر روی هم انباشت و برای مثال خواص اپتیکی خاصی ایجاد کرد. این فرایندها را می‌توان بر اساس منبع بخار مورد استفاده طبقه‌بندی کرد: در فرایند انباشت بخار فیزیکی از یک منبع جامد یا مایع و در فرایند انباشت بخار شیمیایی از یک بخار شیمیایی استفاده می‌گردد.